# Zentraleuropäische Diabetesgesellschaft

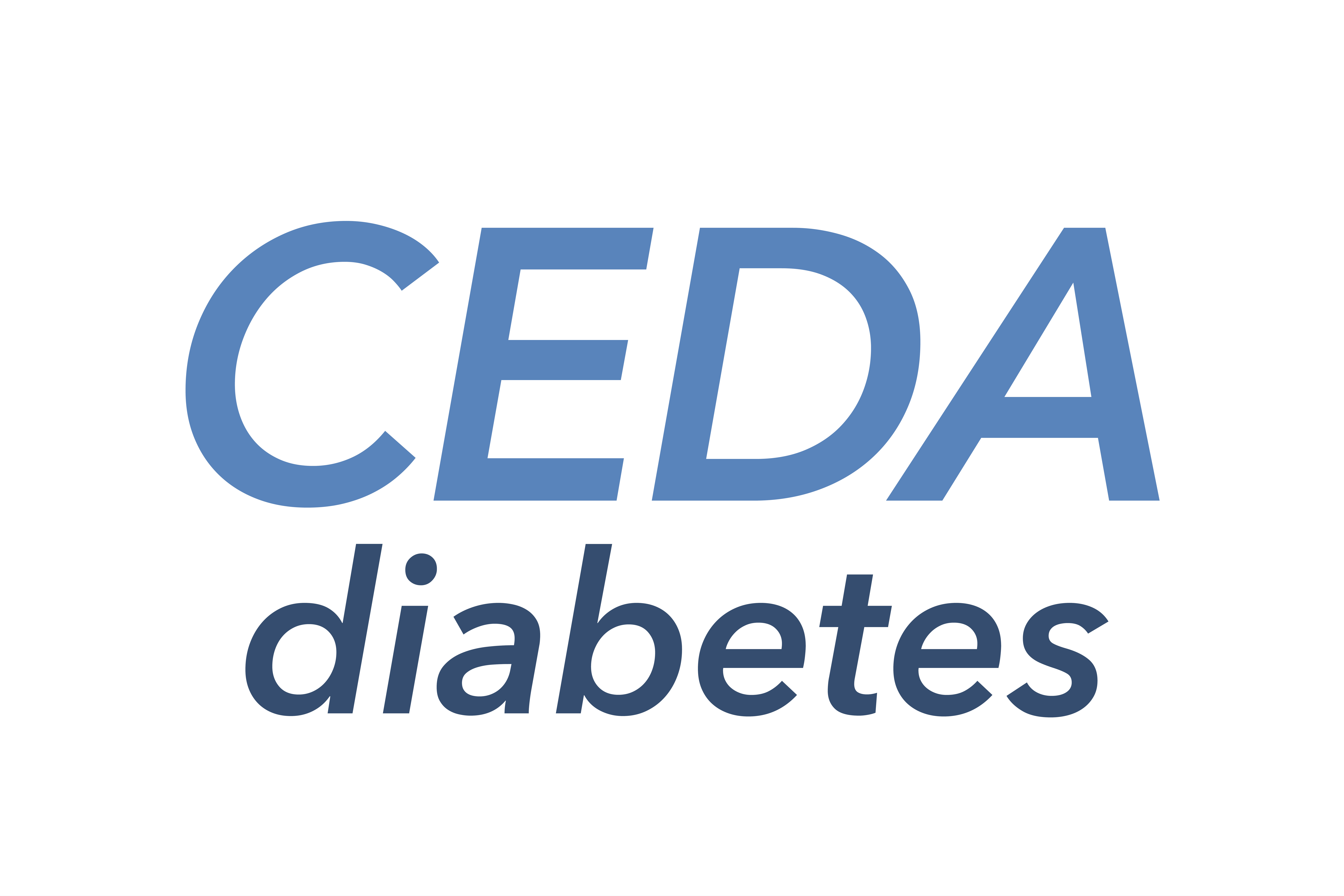

Die Zentraleuropäische Diabetesgesellschaft (Central European Diabetes Association/CEDA) ist eine internationale, medizinisch-wissenschaftliche Fachgesellschaft. Sie wurde 1969 in Wien als Föderation der Internationalen Donau-Symposia über Diabetes mellitus (FID) gegründet. Im Jahre 2006, als auch Vertreter aus dem Baltikum der Gesellschaft beitraten, wurde der Vereinsname auf „Zentraleuropäische Diabetesgesellschaft“ geändert.

## Geschichte
Während des „Kalten Krieges“ dienten die Kongresse der Gesellschaft dem Erfahrungsaustausch in der Donauregion über den „Eisernen Vorhang“ hinweg. Zu diesem Zweck wurden die Kongresse alle zwei Jahre wechselnd im westlichen Europa und im Ostblock durchgeführt, um Diabetologen aus Ost und West trotz aller politischen Grenzen zusammenzuführen und um wissenschaftliche Erkenntnisse und praktische Erfahrungen auszutauschen. In den 1980er Jahren wurde der Wirkungsbereich über die Doanauanrainer hinaus erweitert. 1989 wurde der Kongress in Dresden abgehalten und fiel mit dem Mauerfall zusammen. Das ermöglichte weiteren Diabetologen die Teilnahme an den Kongressen, die in der Folgezeit auf über 500 Teilnehmer kamen. Ab 2003 wurden die Kongresse jährlich abgehalten und Englisch als zweite Konferenzsprache eingeführt.

## Ziele
Nach der politischen Wende von 1989 sieht die Zentraleuropäische Diabetesgesellschaft ihre Aufgabe in einer hochrangigen Fortbildung innerhalb Zentraleuropas, unter anderem mit dem Ziele einer Angleichung der diabetologischen Standards. Primäres Ziel ist die Förderung der Wissenschaft und Zusammenarbeit aller auf dem Gebiet der Diabetologie tätigen Arbeitsgruppen Zentraleuropas.

## Aktivitäten
Die Gesellschaft hält seit 1969 regelmäßige internationale Kongresse ab, zuerst alle 2 Jahre, seit 2003 jährlich. Zusätzlich finden regionale, länderübergreifende Symposien mit Referenten aus verschiedenen CEDA-Ländern statt. Zudem vergibt die Zentraleuropäische Diabetesgesellschaft Reisezuschüsse und Zuschüsse für Gastaufenthalte an diabetologischen Einrichtungen.
Offizielles Organ ist die Medline-gelistete, 6× jährlich erscheinende Zeitschrift Diabetes, Stoffwechsel und Herz / Diabetes, Metabolism and Heart, Kirchheim-Verlag Mainz. Darin erscheinen auch die Abstracts der Kongresse.

## Vorstand
Der Vorstand setzt sich aus zehn Diabetologinnen und Diabetologen aus den verschiedenen CEDA-Ländern zusammen. Präsident ist derzeit (2022) Péter Kempler (Semmelweis-Universität, Budapest, Ungarn), Past-Präsident ist Thomas Stulnig (Krankenhaus Hietzing mit Neurologischem Zentrum Rosenhügel, Wien, Österreich), Vizepräsident ist Nebojsa Lalic (University Clinical Center of Serbia, Belgrad, Serbien) und Generalsekretär ist Christian Herder (Deutsches Diabetes-Zentrum, Düsseldorf, Deutschland). Der Vereinssitz ist Wien. Aktuell zählt der Verein 480 Mitglieder.